# Toyota Bank Polska
Toyota Bank Polska ist eine polnische Geschäftsbank mit Sitz in Warschau, die seit 2000 in Polen tätig ist.
Die Bank ist Mitglied des polnischen Bankenverbandes. Eigentümer von Toyota Bank Polska ist das deutsche Unternehmen Toyota Kreditbank GmbH mit Sitz in Köln. Seit 2007 bietet die Bank eine E-Banking-Plattform an, die Unternehmen und einzelnen Kunden Online-Finanzdienstleistungen anbietet.

## Geschichte
Die Toyota Bank Polska SA wurde im Jahr 2000 in Polen als Teil der  Toyota  und der Toyota Financial Services Corporation (TFSC) gegründet. So ist Toyota Bank Polska eine von 30 TFSC-Tochtergesellschaften, die in verschiedenen Ländern der Welt tätig sind und verschiedene Finanzprodukte liefern.
Im Jahr 2002 wurde Toyota Leasing Polska Sp. z o.o. gegründet, deren alleiniger Anteilseigner die Toyota Bank ist. Auf diese Weise erweiterte Toyota Bank Polska ihre Dienstleistungen auf das Segment Leasing und Langzeitmiete. Das Leasingangebot konzentriert sich auf die Unterstützung der Finanzierung des Kaufs von Toyota- und Lexus-Fahrzeugen im Bereich des operativen und finanziellen Leasing sowie der langfristigen Vermietung.
Am 20. März 2007 startete die Toyota Bank eine Internetplattform und bot damit elektronische Bankdienstleistungen (Internetzugang, Telefon und SMS) an. Gleichzeitig änderte sich das Geschäftsprofil der Bank – das Angebot wurde um zusätzliche Produkte wie Konten, Einlagen, Kredite und Zahlungskarten erweitert. Im Jahr 2019 veröffentlichte die Bank eine neue Version des elektronischen Bankensystems und eine mobile Anwendung zur Autorisierung von Online-Banking-Transaktionen.